# Tubariella
Tubariella is een monotypisch geslacht van schimmels behorend tot de familie Bolbitiaceae. Het bevat alleen de soort Tubariella rhizophora. 